# Особняк Дукмасовой (Новочеркасск)
Дом Е. Дукмасовой — памятник архитектуры и объект культурного наследия регионального значения, который располагается по улице Просвещения, 123, в городе Новочеркасске Ростовской области. Охраняется законом согласно Постановлению № 325 от 17 декабря 1992 года.

## История
Этот дом был построен в начале XX века. В то время владелицей здания была Е. Дукмасова. О ней в исторических источниках не сохранилось детальной информации. Исследователи при изучении дома, пришли к выводу, что строение является качественным сохранившимся образцом такого архитектурного стиля, как краснокирпичный модерн. По всему периметру улицы сохранились дома, которые содержат необычные архитектурные элементы того времени.
Фасад дома декорирован минимальным количеством элементов. Над входом в дом располагается арочный мотив, по сторонам вход окружают полуколонны. Этот же арочный мотив присутствует и в подковообразных наличниках окон, в фронтонах лучковой формы. Навес сделан из металла. Дверь — деревянная, резная. С 1992 года дом признан памятником архитектуры и объектом культурного наследия.

## Описание

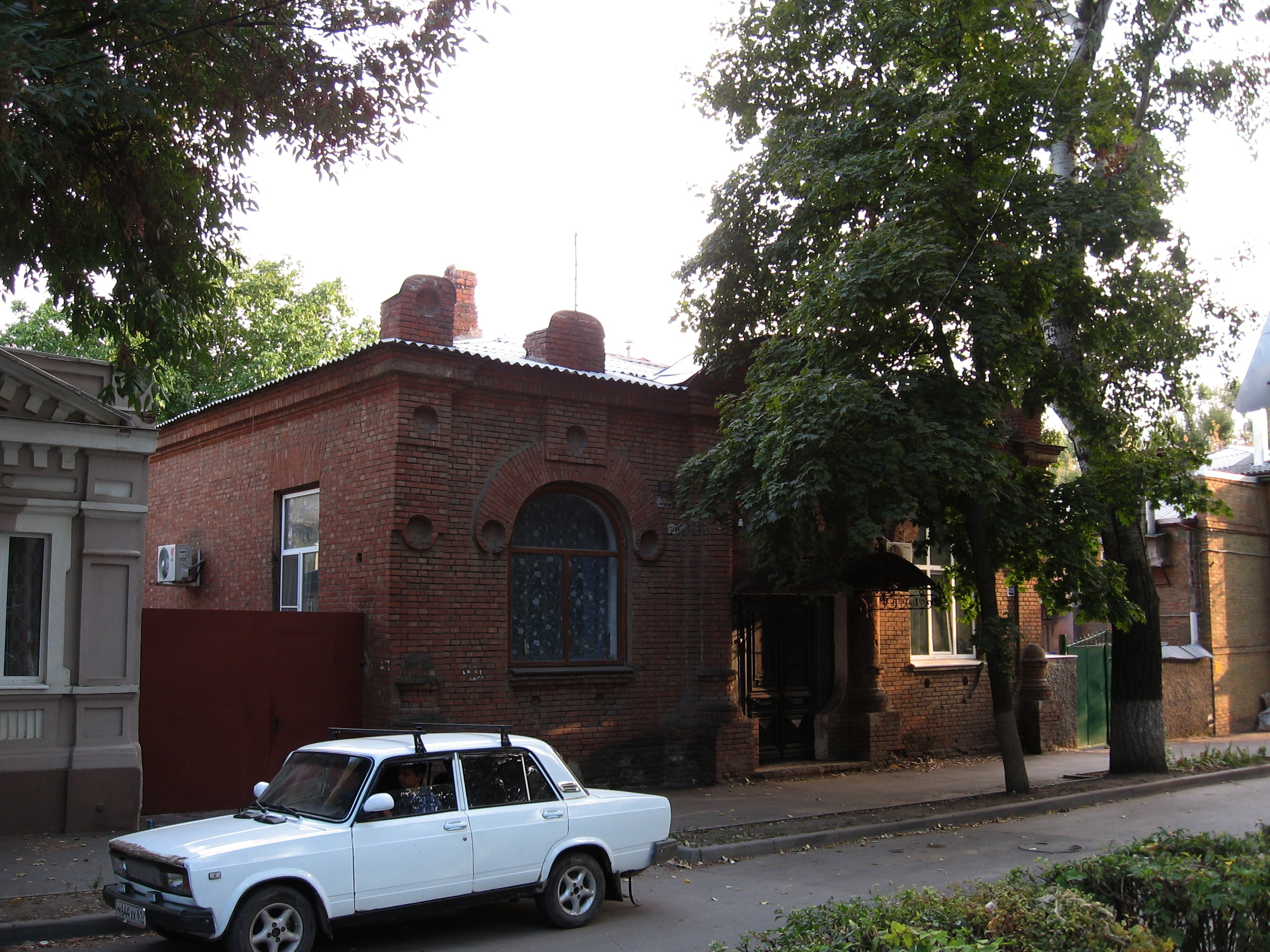
Фасад дома
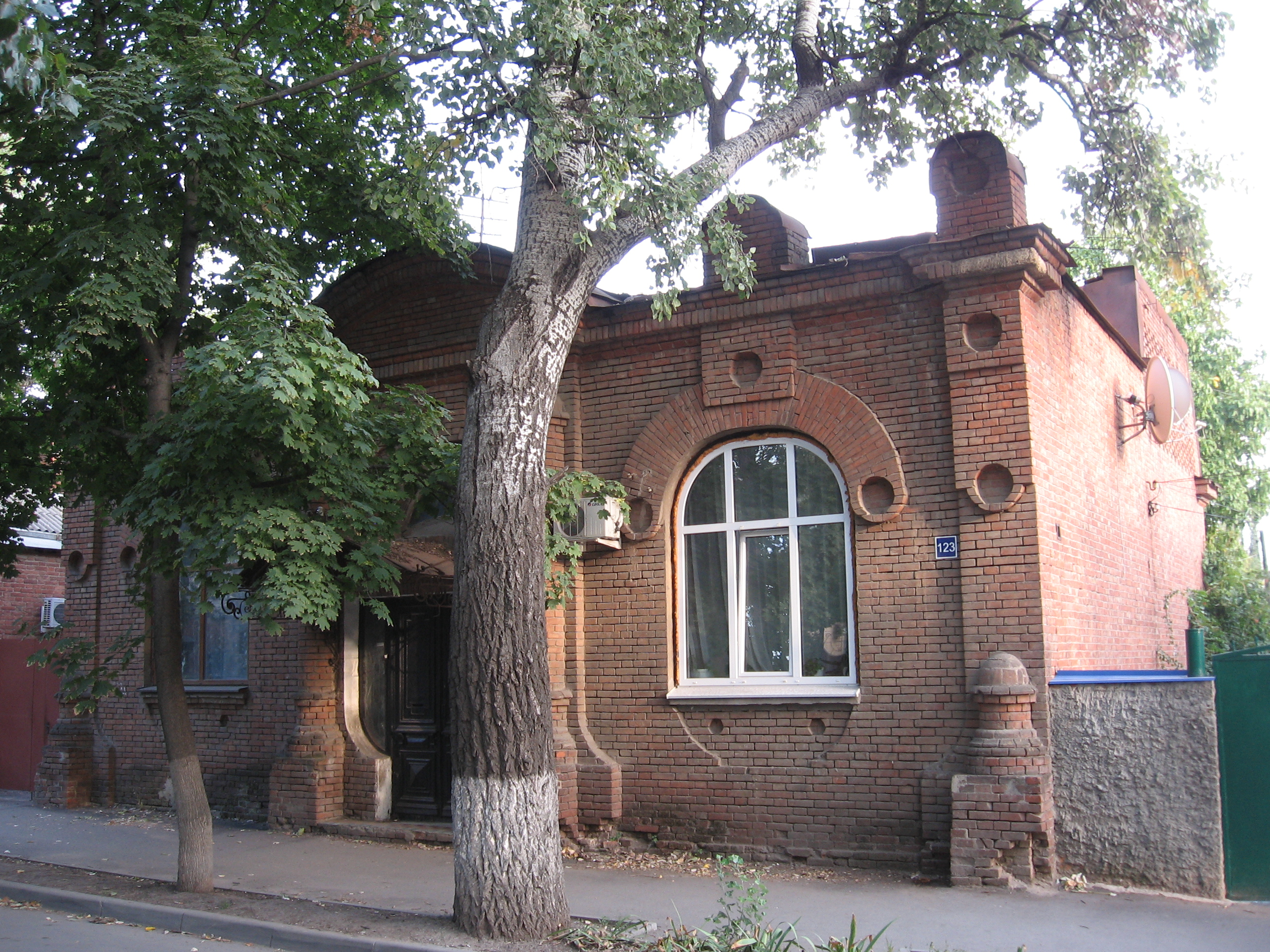
Дом - памятник архитектуры Новочеркасска